# Peter Sivers
Peter Si(e)vers (ryska Пётр Иванович Сиверс, Petr Ivanovitj Sivers), född 19 maj 1674 i Stade i den svenska provinsen Bremen-Verden, död 10 maj 1740 i Sankt Petersburg, Kejsardömet Ryssland, var en sjöofficer i dansk och rysk tjänst.
Sivers började 1700 sin officersbana i den danska flottan och nådde löjtnants grad. 1704 värvades han som kapten till den ryska flottan, som just höll på att byggas upp av tsaren Peter den store. 
1716 adlades Sivers och blev därmed stamfar till en av de baltiska adelsfamiljerna med liknande namn. 1716 förde han, som kommendörkapten, befäl över en rysk eskader i Öresund som skulle medverka vid en dansk-rysk landstigning i Skåne, som dock inte blev av. Sivers blev 1719 schoutbynacht och 1721 viceamiral. 1728-1732 var han amiral och president i Rysslands krigskollegium. Han fick 1732 lämna posten som amiral och drog sig tillbaka till godset Ekekäll vid Hiitola i Karelen.